# Batis de l'Àfrica occidental
La batis de l'Àfrica occidental (Batis occulta) és un ocell de la família dels platistèirids (Platysteiridae).

## Hàbitat i distribució
Viu a la selva pluvial de Sierra Leone, Libèria, Costa d'Ivori, Ghana, Nigèria, sud de Camerun i Gabon.